# دافيد سيدني فاينغولد
دافيد سيدني فاينغولد (بالعبرية: דוד סידני פיינגולד) (15 نوفمبر 1922 – 26 سبتمبر 2019) عالم أمريكي في الكيمياء الحيوية.
حصل على جائزة إسرائيل في العلوم الدقيقة في عام 1957.

## حياته
ولد في تشيلسي في ولاية ماساتشوستس في الولايات المتحدة الأمريكية في عام 1922. وتخرج في عام 1944 من معهد ماساتشوستس للتكنولوجيا بدرجة بكالوريوس في الكيمياء. وبعد التخرج التحق بالبحرية الأمريكية. وخدم في سفينة إنزال دبابات في المحيط الهادئ لمدة تسعة شهور، من عام 1945 إلى 1946.
واستأنف دراسته في الكيمياء في معهد الكيمياء في جامعة زيورخ في سويسرا من عام 1947 إلى 1949.
وفي عام 1949 انتقل إلى إسرائيل. وخدم حتى عام 1950 في القسم العلمي في الجيش الإسرائيلي برتبة ملازم ثان. وعمل في مستشفى هداسا في القدس من 1950 حتى 1951. وقام بدراسة الكيمياء الحيوية من عام 1951 إلى 1956 في القدس، وحصل على درجة الدكتوراه من الجامعة العبرية في القدس.
وبعد حصوله على الدكتوراه عاد إلى الولايات المتحدة الأمريكية، وعمل كباحث مساعد في جامعة كاليفورنيا من عام 1956 إلى 1960. ثم انتقل إلى جامعة بيتسبرغ كأستاذ مساعد في قسم البيولوجيا. وفي عام 1966 عين أستاذاً لبيولوجيا الأحياء الدقيقة في مدرسة الطب في جامعة بيتسبرغ. كما عمل أستاذاً زائراً في سويسرا والبرازيل والأرجنتين وجامعة كولورادو. وتقاعد عام 1993.
ومات في سبتمبر 2019 في عمر يناهز 96 عاما.

## جوائز
- حصل على جائزة إسرائيل في العلوم الدقيقة في عام 1957.[5] بالاشتراك مع شريكه في الأبحاث شلومو هيسترين وتلميذهما غاد أفيغاد.